# Les Goules
Les Goules est un groupe de musique de Québec actif de 2001 à 2007 et depuis 2016. Leur musique est décrite comme relevant du rock et du punk. Le quintette se décrit lui-même comme étant un groupe qui fait de la musique «pour hanter les pourris et égayer les malades».
Les Goules ont quatre albums officiels à leur actif : Les Goules (2002), Memories (2005), Les Animaux (2007) et Coma (2016). À ce quatuor sonore s’ajoute un CD/DVD (Fête des Morts), sorti en 2008 sous l’étiquette P572.
Quatre des membres poursuivent également leur chemin musical avec des projets personnels : Keith Kouna a cinq albums officiels à son actif,  Rabin Kramaslabovitch a sorti trois albums numériques sur lesquels on peut entendre quelques apparitions solistes de Ken Pavel à la guitare. Pour sa part, Klaudre Chudeba roule sa bosse sous son nom civil (Hugo Lebel) avec son projet Headache24 ainsi qu'avec Lesbo Vrouven.

## Membres
- Keith Kouna (voix)
- Ken Pavel (guitare)
- Rabin Kramaslabovitch (clavier)
- Igor Wellow (batterie)
- Klaudre Chudeba (basse)

## Discographie
Albums studio
Albums live